# Pedro Melo de Portugal
Pedro José Antonio Melo de Portugal y Villena (Badajoz, España, 29 de abril de 1733-Montevideo, Banda Oriental, Virreinato del Río de la Plata, 15 de abril de 1797) fue un militar español, gentilhombre grande de España con ejercicio y servidumbre, primer caballerizo de la reina, teniente general de los Reales Ejércitos de España y Caballero de la Orden de Santiago, que desempeñó los cargos de gobernador e intendente del Paraguay entre los años 1778 y 1787 y luego sería nombrado virrey del Río de la Plata, mandato que ejerció desde 1795 hasta su muerte en 1797.

## Biografía
La casa de Melo de Portugal se desprende de una rama menor de la casa de Braganza. El primero en usar este apellido es Francisco Melo de Portugal, virrey de Sicilia. Francisco era hijo del matrimonio entre primos de Constantino de Braganza, virrey de la India portuguesa, y Maria de Melo, por tanto nieto de Jaime I y Joana de Mendonça. Por tradición e importancia de la casa, los duques de Braganza llevaban sus nombres enumerados al igual que los reyes.

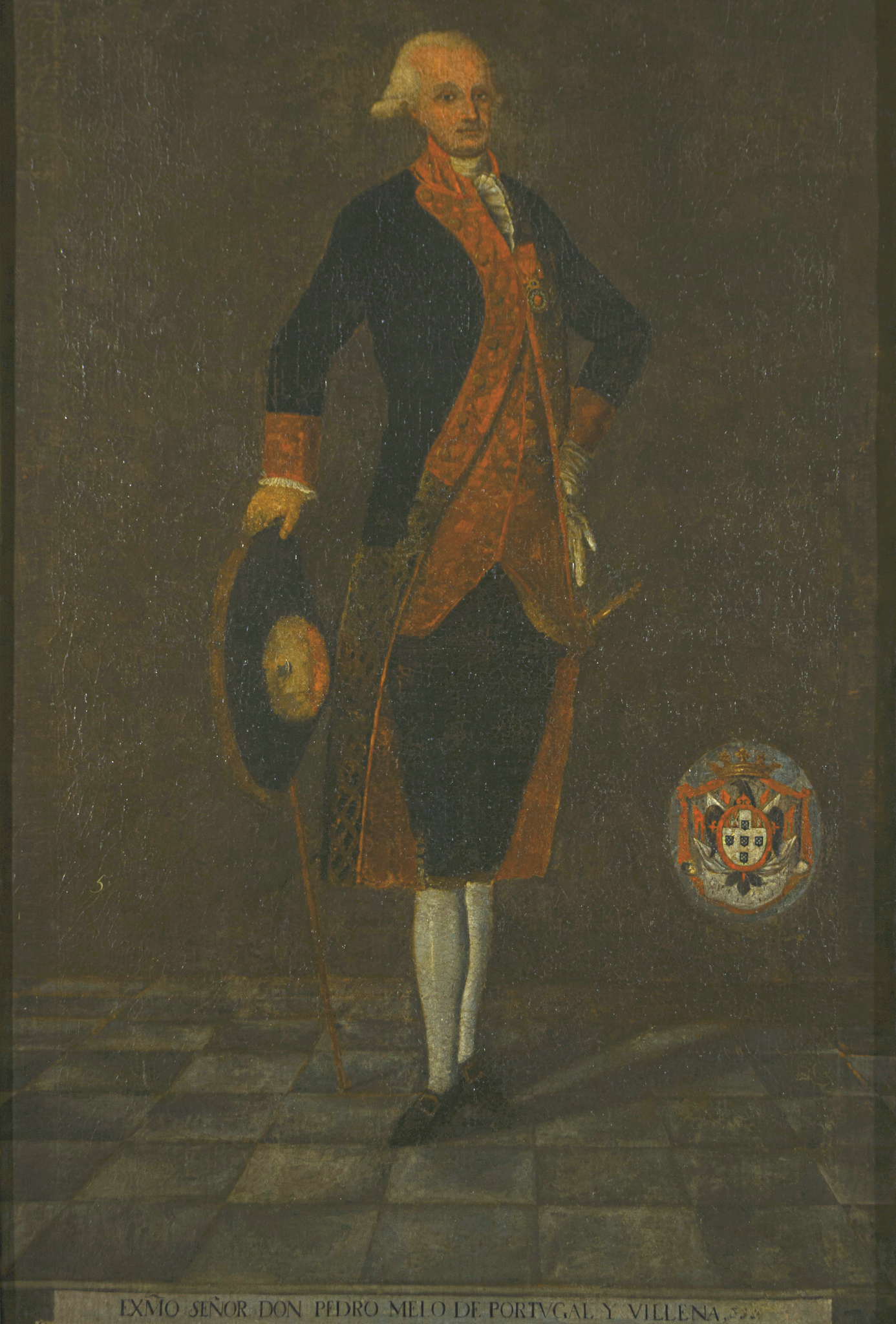
Retrato del virrey Pedro Melo de Portugal.

Nació el 29 de abril de 1733 en Badajoz, siendo bautizado el 2 de mayo. Era el segundo hijo de José Francisco Melo de Portugal (III marqués de Vellisca, bisnieto de Francisco Melo de Portugal) y de Ana de la Rocha Calderón.
Su hermano mayor, Pablo Melo de Portugal, heredó los títulos nobiliarios y sus otros dos hermanos fueron religiosos, siendo uno de ellos el fraile Diego Melo Portugal, obispo de Jaén.
Fue un oficial de carrera, distinguiéndose en combate mientras servía como guardia marina en el buque Perla, donde habiendo fallecido todos los oficiales superiores, tomó el mando del mismo y capturó a un jabeque moro, siendo ascendido al grado de Teniente de Fragata por dichas acciones. Luego prestó servicios en el 
regimiento de Dragones de Sagunto donde alcanzó el grado de Sargento Mayor en 1771.
Cuando en 1776 se fundó el Virreinato del Río de la Plata se desempeñó como gobernador o intendente del Paraguay. Participó de la Real Audiencia de Buenos Aires y junto al entonces virrey Nicolás Antonio de Arredondo impulsó la creación del Consulado Real en 1794.[cita requerida]

Escudo de armas de Pedro Melo de Portugal, virrey del Río de la Plata y descendiente de la casa de los reyes de Portugal.

Tras la dimisión de Arredondo, fue designado virrey, el 16 de marzo de 1795. Como virrey continuó con la política de sus predecesores: empedrado de Buenos Aires, fortificación de Montevideo; aunque también tuvo que lidiar con el avance portugués sobre la Banda Oriental. La escasez de pan, originada por la exportación ilegal de trigo que obligó a dictar una nueva legislación, disponiendo lo relativo al almacenaje de esos productos. Además, se mejoró y redecoró la residencia virreinal para ser utilizada como centro de las cada vez más numerosas ceremonias sociales y públicas. Ahora, barcos procedentes de Filipinas y el Océano Pacífico entraban en el puerto de Buenos Aires.
Melo de Portugal se interesó mucho en estabilizar las fronteras indias y explorar y colonizar la región costera patagónica, encomendando a Félix de Azara la elaboración de un informe y una propuesta para este proyecto. Azara sugirió que el fraccionamiento de extensos predios y la formación de asentamientos serían un recaudo más efectivo que la construcción de más fuertes. Pero, el virrey murió antes de poder concretar estas iniciativas.
Durante su mandato se produjo la separación de la intendencia de Puno del Virreinato del Río de la Plata, para pasar a depender del Virreinato del Perú. Además, por disposición de Pedro Melo de Portugal del 27 de junio de 1795, se mandó fundar la ciudad de Melo, en el departamento de Cerro Largo, en Uruguay.
En abril de 1797 hizo una visita a las fortificaciones de Montevideo y Maldonado; de regreso de la última, cayó del caballo, hiriéndose en la cabeza. Falleció en Montevideo el 15 de abril de 1797, y sus restos descansan en el costado derecho del altar de la iglesia San Juan Bautista, antigua iglesia de Buenos Aires, que queda entre las calles Alsina y Piedras.
Tras su muerte, la Real Audiencia de Buenos Aires se hizo cargo del virreinato por unos días, hasta entregarle el poder a su sucesor Antonio Olaguer Feliú.

## Escudo de armas
Escudo en forma ovalada. En campo de plata, cinco escudetes de azur en cruz, cada uno con las quinas de Portugal. Cada quina posee cinco roeles o monedas blancas colocadas en forma de Cruz de San Andrés. El escudo lleva dos franco cuarteles, en los cantones del jefe, que son partido de Aragón: en oro cuatro palos de gules, y partido de Sicilia: es cuartelado en aspa de Aragón y Sicilia antigua: en plata, águila de sable. Todo rodeado con una bordura de gules, llevando en jefe un lambel de oro, con seis castillos de oro, tres a cada lado. Detrás del escudo lleva la cruz de la Orden de Santiago, un águila y cuatro banderas y cuatro estándares. En el pabellón ducal con su corona, propio del rango de teniente general, va todo lo anterior.